# Mademoiselle Godefroy
Pour les articles homonymes, voir Durieu et Godefroy.
Marie Anne Du Rieu, dite Mademoiselle Godefroy, est une comédienne française née en 1675 et décédée le 5 mars 1709 à Paris.

## Biographie

### Une famille de comédiens
Marie Anne Du Rieu est fille unique et vient d'une famille de comédiens du côté de sa mère.
Sa mère Anne Pitel de Longchamp dite Mademoiselle Du Rieu, est la 34ème sociétaire à la Comédie française, puis engagée dans le Troupe du Roi. Son père Michel Du Rieu est un « comédien de province » devenu simple employé à la C.F.
Sa tante maternelle Françoise Pitel de Longchamp, dite Mlle Raisin, est comédienne à l'Hôtel de Bourgogne, puis à la C.F. Son mari Jean-Baptiste Raisin, surnommé le « Petit Molière » fait partie de la troupe du Dauphin, puis du prince de Condé, avant de débuter à l'Hôtel de Bourgogne, puis à la C.F..
Sa grand-mère maternelle Charlotte Legrand est souffleuse à la C.F. et la fille du comédien Henri Legrand, dit Belleville ou Turlupin.
Son grand-père maternel Henri Pitel de Longchamp est le comédien du prince de Condé, puis du dauphin et du roi d'Angleterre. Son frère et sa femme, Jean Pitel de Longchamp et Jeanne Olivier Bourguignon, couple de Beauval, sont 17ème et 18ème sociétaire avant de rejoindre la troupe de Molière, puis à la mort du dramaturge, comédiens à l'Hôtel de Bourgogne dans la troupe commune.

### Une famille d'artistes
Elle épouse Jean Godefroy (1657-1733), danseur et maître à danser de la Comédie française qui devient le 31 mai 1691 un des quatre officiers de la Communauté de maîtres à danser et joueurs d'instruments de Paris.
Elle donne naissance à une fille Louise Félicité mariée à Jean-Henri de la Fortelle et peut-être une autre Marie-Jeanne le 27 septembre 1694.

## Carrière

### Comédienne
Marie Anne Du Rieu débute comme 47ème sociétaire de la Comédie-Française le 7 décembre 1693 dans le rôle de la Fille capitaine dans la comédie éponyme de Montfleury.
Elle est engagée pour jouer « des confidentes tragiques, des travestis et des caractères » et dans une moindre mesure, les rôles de sa mère à savoir « des confidentes tragiques, des mères et des caractères de comédie ». Elle participe également pour son mari maître à danser aux ballets et divertissements.
Elle est surnommée « Pierrot - Bon drille » en raison de ses rôles travestis qu'elle jouait volontiers.
En mars 1700, quand sa mère prend sa retraite, le duc de La Trémoille, premier gentilhomme de la Chambre du roi, lui attribue une demi-pension.
En 1700, elle crée le rôle de la Comtesse dans la pièce La Fête de village ou les Bourgeoises de qualité de Florent Carton dit Dancourt.
En 1702, elle joue dans Le Double Veuvage de Charles Dufresny.
En 1709, elle décède à l'âge de 34 ans.

### Inspiratrice
La poétesse précieuse Mme de Lauvergne lui dédie un poème intitulé « Sonnet à Mademoiselle Godefroy », lisible dans sa publication de 1680.